# Ectophasia albifacies
Ectophasia albifacies là một loài ruồi trong họ Tachinidae.